# YRD.Works
YRD.Works ist ein Künstlerkollektiv aus Offenbach am Main. Der Name ist ein Akronym aus den Anfangsbuchstaben der Vornamen der Künstler Yacin Boudalfa (* 1987), Ruben Fischer (* 1987) und David Bausch (* 1988).

## Geschichte
Die drei Künstler von YRD.Works studierten an der Hochschule für Gestaltung Offenbach bei Heiner Blum, Alexander Oppermann und Eike König. Seit 2016 entwickelt das Kollektiv Projekte, die Kunst, Architektur, Skulptur, Performance sowie soziale Interaktion und Interventionen miteinander verbinden. Ihre Arbeiten reichen von großformatigen Holzskulpturen bis zu performativen Eingriffen in den öffentlichen Raum. 

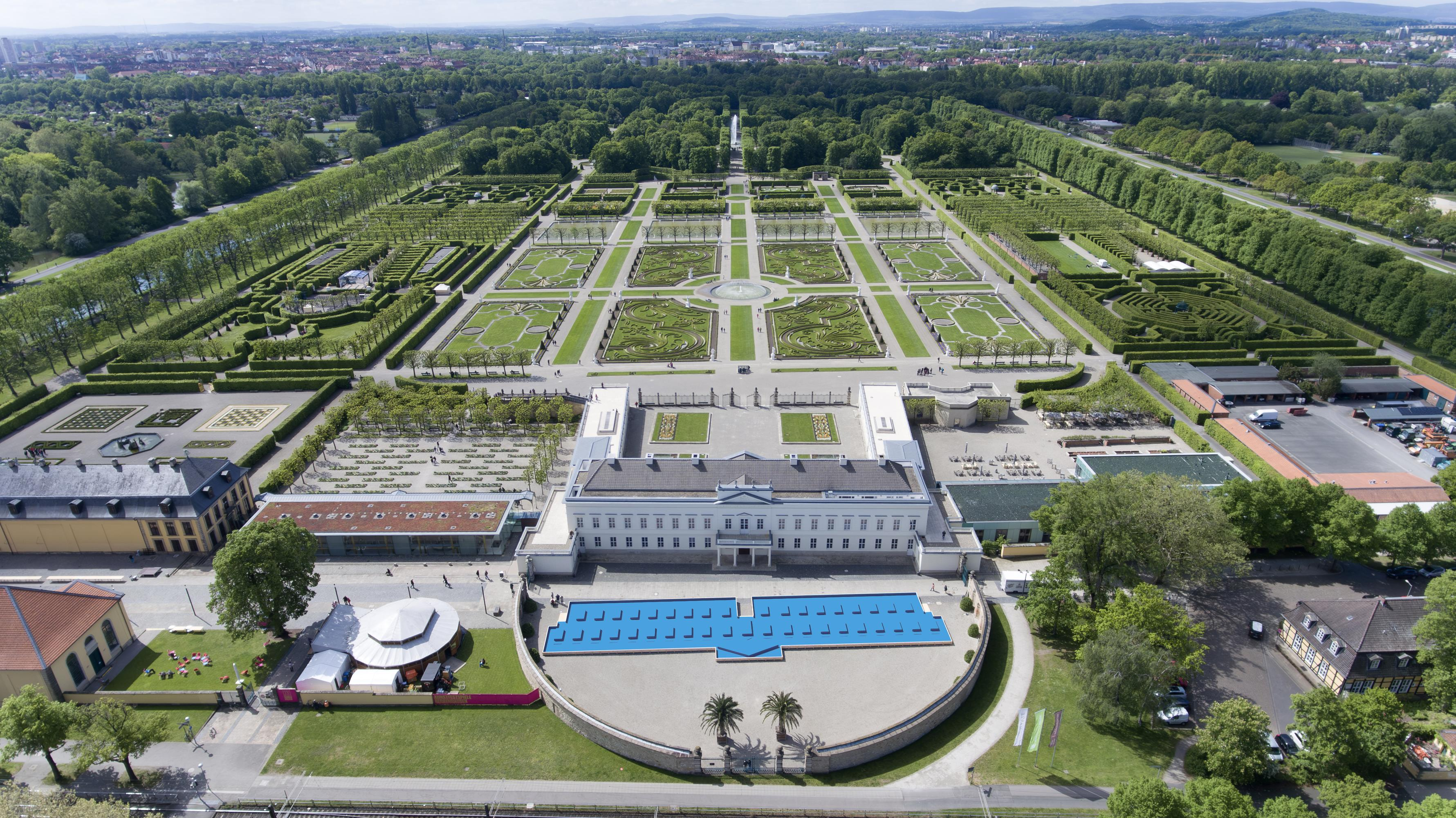
Die Arbeit "Copy Service (2019)" vor dem 2013 neu errichteten Schloss Herrenhausen

Ein bedeutendes Projekt war die Oper Offenbach (2018), realisiert in Zusammenarbeit mit dem Künstlerhaus Mousonturm und gefördert durch die Kulturstiftung des Bundes. Auf der Hafenspitze in Offenbach wurde eine temporäre Opernkulisse geschaffen und bespielt Im Rahmen der KunstFestSpiele Herrenhausen errichteten sie 2019 eine detailgetreue Nachbildung der Fassade von Schloss Herrenhausen, Copy Service (2019), aus Holz, die als begehbare Installation eine ironische Auseinandersetzung mit dem Wiederaufbau historischer Gebäude anregte. 2023 realisierten sie im Offenbacher Rathaus die Performance Soups (2023), bei der das gemeinsame Suppeessen als performativer und sozialer Akt im Mittelpunkt stand.
Seit 2016 betreiben YRD.Works die Kressmann-Halle im Offenbacher Hafen als Ausstellungsraum und Plattform, um aufstrebende Künstler mit etablierten Kunstschaffenden zu vernetzen.

## Ausstellungen (Auswahl)
- 1. Offenbacher Seefestspiele, Künstlerhaus Mousonturm, 2017
- Doubles, Städtische Galerie Nordhorn, 2018
- Oper Offenbach, Künstlerhaus Mousonturm, 2018[5]
- Current Tours, Kunstfestspiele Herrenhausen, 2021

## Auszeichnungen
- 2015: Preisträger der Künstlerhilfe Frankfurt am Main[6]
- 2016–2018: Doppelpass-Programms der Kulturstiftung des Bundes in Kooperation mit dem Künstlerhaus Mousonturm[7]
- 2018: Kunstpreis der Stadt Nordhorn